# شبیه‌سازی عددی مستقیم
شبیه‌سازی عددی مستقیم (به انگلیسی: (Direct numerical Simulation (DNS) یک روش شبیه‌سازی در دینامیک سیالات محاسباتی است که در آن معادلات ناویه-استوکس به صورت عددی و بدون هیچ گونه مدل‌سازی جریان آشفته حل می‌شوند. تا دهه هفتاد میلادی شبیه سازی با استفاده از این روش به دلیل عدم وجود کامپیوتر‌های پر سرعت غیرممکن بود. هزینه انجام این شبیه‌سازی با توان سوم عدد رینولدز رابطه مستقیم دارد. به همین دلیل هزینه این روش حتی در عددهای رینولدز پایین بسیار بالا است و در عددهای رینولدز بالا امکان پذیر نیست.